# Julius Benda
Julius Benda (* 21. April 1838 in Raudten/Schlesien; † 16. Juni 1897 in Darmstadt) war ein deutscher Architekt.
Julius Benda studierte an der Akademie der Künste in München und an der Berliner Bauakademie. Anschließend unternahm er mit seinem Studienfreund Gustav Ebe Reisen durch Deutschland, Frankreich und Italien. Nach ihrer Rückkehr arbeiteten beide ab 1867 als Privatarchitekten zusammen und gründeten 1869 die Firma Ebe & Benda. 1879 war er Gründungsmitglied der Vereinigung Berliner Architekten. 1891 wurde die Firma aufgelöst, weil er als  Lehrer an die Baugewerkeschule in Darmstadt ging.

## Bauten (Ebe & Benda)
- 1869–1870: Haus Maienstraße 1 in Schöneberg
- 1872–1874: Palais Pringsheim in Berlin, Wilhelmstraße 67 (alte Zählung)
- 1872–1876: Palais von Thiele-Winckler in Berlin, Regentenstraße 15
- 1873–1878: Villen Kaufmann und Bunsen
- 1875–1878: Palais Borsig in Berlin, Voßstraße 1 (unvollendet, Vorentwurf von Richard Lucae)